# Saccharosydne saccharivora
Saccharosydne saccharivora är en insektsart som först beskrevs av John Obadiah Westwood 1833.  Saccharosydne saccharivora ingår i släktet Saccharosydne och familjen sporrstritar. Inga underarter finns listade i Catalogue of Life.